# Phyllachorales
Ordre
Les Phyllachorales sont un ordre de champignons du règne des Fungi.

## Liste des familles
- Phaeochoraceae
- Phaeochorellaceae
- Phyllachoraceae